# 盘托楼梯草
盘托楼梯草（学名：Elatostema dissectum）为荨麻科楼梯草属的植物。分布在锡金、印度以及中国大陆的广西、广东、云南等地，生长于海拔500米至2,100米的地区，多生长在山谷林中，目前尚未由人工引种栽培。

## 别名
螃蟹苦（云南屏边）